# Steven Naismith
Steven John Naismith (* 14. září 1986, Irvine, Skotsko, Spojené království) je skotský fotbalový útočník, reprezentant a fotbalový trenér.
Často poskytuje finanční prostředky na charitu a je ambasadorem skotské nadace pro dyslexii.

## Klubová kariéra
Na seniorské úrovni hrál za skotské kluby Kilmarnock FC a Rangers FC. V červenci 2012 přestoupil do anglického klubu Everton FC, kde podepsal čtyřletou smlouvu.

## Reprezentační kariéra
V A-mužstvu Skotska debutoval 6. 6. 2007 v kvalifikačním utkání v Toftiru proti týmu Faerských ostrovů (výhra 2:0).